# Nothopegia castaneifolia
Nothopegia castaneifolia är en sumakväxtart som först beskrevs av Albrecht Wilhelm Roth, och fick sitt nu gällande namn av Ding Hou. Nothopegia castaneifolia ingår i släktet Nothopegia och familjen sumakväxter. Inga underarter finns listade i Catalogue of Life.